# Dustin Ware
Dustin Ware, né le 12 avril 1990 à Atlanta dans l'État de Géorgie, est un joueur américain de basket-ball qui évolue au poste de meneur.